# Iñaki Larramendi
Iñaki Larramendi (San Sebastián, 1929-30 de septiembre de 2022) fue un miembro fundador de ETA, junto con Julen Madariaga, José María Benito del Valle, José Luis Álvarez Emparanza 'Txillardegi' y Manu Aguirre, y del grupo EKIN.

## Biografía
José Luis Álvarez Emparantza "Txillardegi" ha contado que Larramendi en 1947 entró en contacto con el grupo estudiantil Euskal Ikasleen Alkartasuna (EIA), uniéndose a él. Dicho grupo tenía su sede en los Países Bajos y distribuía una revista llamada "Ikasle" en Vizcaya, y otra llamada "Erne" en Guipúzcoa. En 1950 fueron detenidos el propio Larramendi, Txillardegi -su primo-, Iñaki Gantzarain y José María Benito del Valle. El EIA fue desmantelado por la policía.
Un par de años después, en 1952, aquellos jóvenes que entonces se conocieron empezaron a reencontrarse en la casa de Larramendi. Comenzaron aprendiendo euskera, investigando autores existencialistas y leyes provinciales vascas tradicionales. Ese grupo de autoformación tomó el nombre de Ekin en 1953; era el nombre del boletín que usaban internamente..
En la filial donostiarra de Ekin se dieron cita Larramendi, Rafael Albisu y Txillardegi. En Bilbao estuvieron José María Benito del Valle, Alfonso Irigoien, Gantzarain y Julen Madariaga. En 1954, el grupo se expandió y comenzaron a reunir más personas. Muchos militantes de EGI fueron reclutados en los primeros años, pero también empezaron las tensiones, que fueron el preludio de la quiebra que vendría poco después. El propio Larramendi participó en uno de los últimos esfuerzos por mejorar las relaciones, en la localidad francesa de Bayona.
Lejos de estar acabado, el movimiento creado por Larramendi y sus contemporáneos se iniciaba y estructuraba. En 1958 se celebró en la localidad guipuzcoana de Deva la asamblea fundacional de ETA, siendo Larramendi uno de sus fundadores. Con todo, Larramendi fue el fundador que menos relevancia tuvo en la organización , a diferencia de otros como Julen Madariaga.
La organización aún no había llevado a cabo una acción armada, pero la muerte del exlehendakari José Antonio Aguirre en 1960 fue un hito.
Poco después llegaron los primeros sabotajes de ETA. En 1961, ETA realizó un sabotaje en San Sebastián para descarrilar un tren lleno de exmilitares franquistas. La acción no resultó como se esperaba y el tren siguió su camino. Sin embargo, casi todos los participantes fueron detenidos, Larramendi entre ellos, que fue torturado en comisaria por Melitón Manzanas. Larramendi fue trasladado a la cárcel de Soria con una condena de diez años, pero salió en libertad condicional en 1964.
Una vez fuera, no siguió en ETA. Se vinculó al urbanismo y al euskera, especialmente en el movimiento de las escuelas. Fue detenido de nuevo en 1968, poco después del asesinato del policía Melitón Manzanas a manos de ETA. Fue desterrado a un pequeño pueblo abulense llamado San Bartolomé de Pinares, donde tuvo que vivir un tiempo.